# St. Louis Car Company
La St. Louis Car Company était une entreprise industrielle américaine spécialisée dans la production de matériel ferroviaire. Ses produits incluaient des locomotives et des voitures de chemin de fer ainsi que des tramways. L'entreprise tirait son nom de la ville de St. Louis où elle fut créée à la fin du XIXe siècle.

## Histoire
La St. Louis Car Company fut fondée en 1887 pour fabriquer des rames de tramway ainsi que d'autres types de matériel roulant pour des chemins de fer à vapeur, et des réseaux de transport en commun.

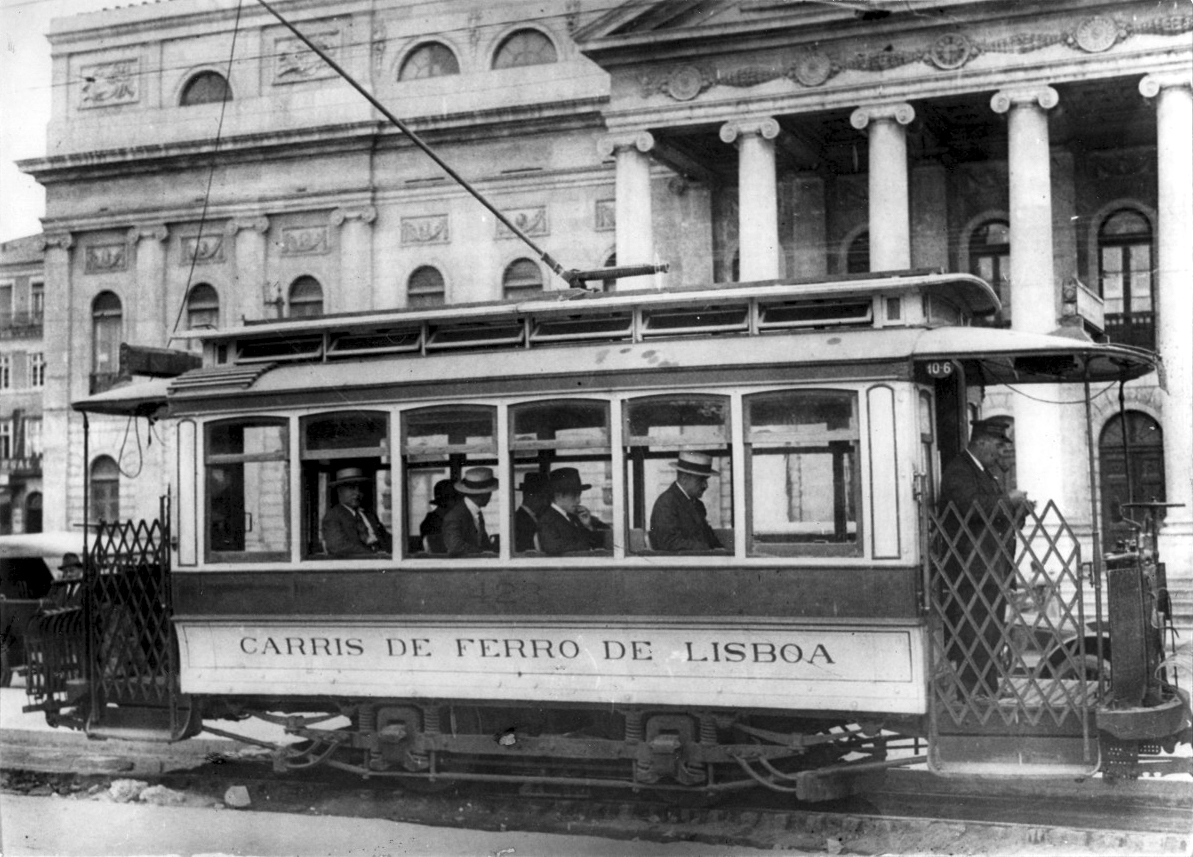
Tramway de Lisbonne

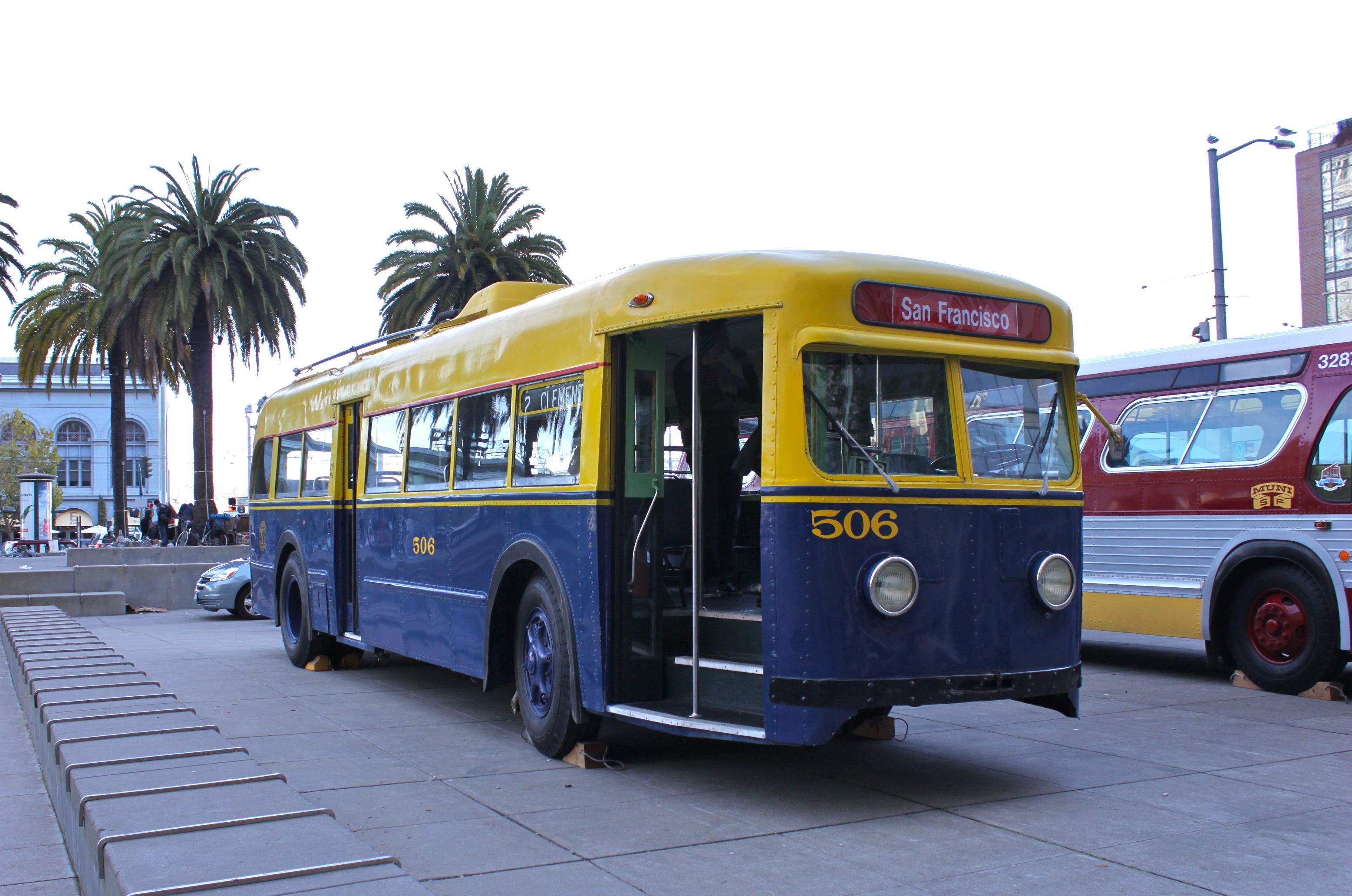
Trolleybus à San-Francisco

Pendant sa période la plus prospère, l'entreprise fabriquait également plusieurs modèles de voitures parmi lesquelles des modèles de Mors, des Skelton ainsi que des Standard Six. Au travers de l'une de ses filiales, la St. Louis Aircraft Corporation, l'entreprise fabriquait également des avions au travers d'un partenariat initié avec  Huttig Sash and Door en 1917. Pendant les deux guerres mondiales, l'entreprise fabriqua également d'autres types de véhicules et appareils tels que des avions d'entraînement, des Landing Vehicle Tracked, des hydravions ainsi que des cabines de ballons dirigeables.
En 1960, General Steel Industries prit le contrôle de l'entreprise. À l'occasion de la foire internationale de New York en 1964, la St. Louis Car Company réalisa une commande de 430 voitures (baptisées R36 WF) pour le métro de New York, en parallèle d'une commande de 162 voitures climatisées pour le compte de la Port Authority of New York and New Jersey qui souhaitait les utiliser sur la ligne Port Authority Trans-Hudson qui dessert le New Jersey. Au cours des années 1960, l'entreprise réalisé également les capsules de transport de passagers permettant d'acheminer les visiteurs vers le sommet de la Gateway Arch située dans le Jefferson National Expansion Memorial de St. Louis. L'activité de l'entreprise continua jusqu'en 1968, mais elle fit finalement faillite en 1973.
Deux de leurs modèles de tramway ont rencontré un fort succès: le PCC Streetcar et le Birney. La St. Louis Car Company a également produit les rames de type R44 pour le métro de New York, ainsi que pour le Staten Island Railway. Cependant, seul le Staten Island Railway utilise toujours ce modèle.